# Прогулюючи уроки
«Прогулюючи уроки» (англ. Cutting Class) — американський комедійний слешер 1989 року, знятий Роспо Палленбергом у його режисерському дебюті. Головні ролі виконали Донован Лейтч, Джилл Шолен, Бред Пітт і Родді Макдавелл.

## Синопсис
Прихильності старшокласниці Поли Карсон домагаються двоє її однокласників: хуліган Двайт і Брайан, неврівноважений юнак, який щойно вийшов із психіатричної лікарні, куди його помістили після підозрілої смерті батька. Невдовзі починають траплятися нові вбивства. Чи повернувся Брайан до своїх старих трюків, чи Двайт просто намагається усунути конкурента?

## Акторський склад
| Актор           | Роль              |
| --------------- | ----------------- |
| Донован Лейтч   | Брайан Вудс       |
| Джилл Шолен     | Пола Карсон       |
| Бред Пітт       | Двайт Інгаллс     |
| Родді Макдавелл | містер Данте      |
| Мартін Мулл     | Вільям Карсон III |
| Том Лігон       | містер Інгаллс    |
| Дірк Блокер     | тренер Харріс     |
| Норман Олден    | офіцер Фондулак   |

## Виробництво
Для Бреда Пітта «Прогулюючи уроки» став першою головною роллю у повнометражному фільмі, до того він грав переважно у телепроектах.

## Відгуки
Фільм негативно сприйняла критика. На сайті агрегатора рецензій Rotten Tomatoes він має рейтинг схвалення 14 % на основі семи рецензій.
Фелікс Васкес-молодший з Film Threat писав: «Це фільм, який ви або полюбите, або зненавидите, і хоча багато хто вибере останнє, це хороша кемпінгова забава з одними з найтупіших сцен, які тільки можна знайти у слешерах цього десятиліття».